# Comuna Gârleni, Bacău
Gârleni (în maghiară Gerlény; în trecut, Racila și Gârlenii de Sus) este o comună în județul Bacău, Moldova, România, formată din satele Gârleni, Gârlenii de Sus (reședința), Lespezi și Șurina.

## Așezare
Comuna se află în nordul județului, pe malul drept al Bistriței, unde râul formează lacul de acumulare Gârleni. Este traversată de șoseaua națională DN15, care leagă Bacăul de Piatra Neamț. Prin comună trece și calea ferată Bacău-Bicaz, pe care este deservită de stația Gârleni și de halta de călători Lespezi Bacău.
Se învecinează la nord cu comunele Racova și Berești-Bistrița, la sud cu comunele Hemeiuș și Mărgineni, la est cu comuna Berești-Bistrița și la vest cu comuna Blăgesti. Localitățile comunei s-au dezvoltat, în general, de-a lungul căilor de comunicație importante.
Comuna se întinde pe 3582 hectare, din care suprafața agricolă este de 1448 hectare. În 2004, această suprafață avea următoarele distribuiri: 1001 ha teren arabil, 1 ha livezi, 30 ha vii, 270 ha pășuni și 146 ha fânețe.
În nordul comunei, aproape de Racila, se află Ocolul Silvic Fântânele. Prin comună curg 2 ape: pârâul Limpedea și râul Bistrița, pe care se află o hidrocentrală electrică. În nord-vest se află lacul de acumulare Lespezi, cu o suprafață de 233 ha.

## Demografie
Componența etnică a comunei Gârleni
     Români (87,78%)
     Alte etnii (0,53%)
     Necunoscută (11,69%)
Componența confesională a comunei Gârleni
     Romano-catolici (55,02%)
     Ortodocși (32,17%)
     Alte religii (0,84%)
     Necunoscută (11,97%)
Conform recensământului efectuat în 2021, populația comunei Gârleni se ridică la 6.081 de locuitori, în creștere față de recensământul anterior din 2011, când fuseseră înregistrați 5.914 locuitori. Majoritatea locuitorilor sunt români (87,78%), iar pentru 11,69% nu se cunoaște apartenența etnică. Din punct de vedere confesional, majoritatea locuitorilor sunt romano-catolici (55,02%), cu o minoritate de ortodocși (32,17%), iar pentru 11,97% nu se cunoaște apartenența confesională. 0,3% din populație sunt penticostali, și tot 0.3%, adventiști de ziua a șaptea.

## Politică și administrație
Comuna Gârleni este administrată de un primar și un consiliu local compus din 15 consilieri. Primarul, Ștefan Pușcașu[*], de la Reînnoim Proiectul European al României, este în funcție din 1 noiembrie 2024. Începând cu alegerile locale din 2024, consiliul local are următoarea componență pe partide politice:
|  | Partid                                  | Consilieri | Componența Consiliului | Componența Consiliului | Componența Consiliului |
|  | --------------------------------------- | ---------- | ---------------------- | ---------------------- | ---------------------- |
|  | Uniunea Salvați România                 | 3          |                        |                        |                        |
|  | Partidul Național Liberal               | 3          |                        |                        |                        |
|  | Reînnoim Proiectul European al României | 3          |                        |                        |                        |
|  | Partidul Social Democrat                | 2          |                        |                        |                        |
|  | Alianța pentru Unirea Românilor         | 2          |                        |                        |                        |
|  | Partidul Ecologist Român                | 2          |                        |                        |                        |

## Istorie
Săpături coordonate de Viorel Căpitanul au descoperit aici silexuri cioplite și resturi arheologice din perioada neolitică. Prima atestare oficială a localității Racila are loc la 15 octombrie 1491. Locuitorii Racilei au participat alături de Ștefan cel Mare în mai multe bătălii, cum ar fi cea de la Orbic (1469), Vaslui (1475) și Războieni (1476). De asemena, la 18 mai 1600, Mihai Viteazul a trecut prin acest sat.
În anul 1848, locuitorii comunei au luat parte la Revoluție. La Războiul de Independență din 1877 au luat parte și bărbați din Racila, Gârleni, Blăgești, Racova și Hemeiuș, pe fronturile din Rahova, Smîrdan, Vidin. La sfârșitul secolului al XIX-lea, comuna era reședința plășii Bistrița de Sus a județului Bacău și era formată din satele Gârleni, Racila, Lespezi și Șurina, având în total 1731 de locuitori ce trăiau în 434 de case. În comună funcționau trei biserici ortodoxe și una catolică (în Lespezi), și o școală întreținută din fondurile principesei de Wittgenstein și în care învățau 19 elevi (toți băieți). În Primul Război Mondial, țăranii din Racila, Gârleni, Racova, Valea lui Ion, Blăgești au luat parte la apărarea țării pe fronturile din Oituz, Cașin, Dărmănești, Palanca. Locuitorii de pe Valea Bistriței au trimis reprezentanți la Alba Iulia pe 1 decembrie 1918, data Marii Uniri.
Anuarul Socec din 1925 o consemnează ca reședință a plășii Bistrița a aceluiași județ, având aceeași alcătuire și o populație de 2252 de locuitori.
În 1950, comuna a luat numele de Racila, după satul de reședință, și a fost arondată raionului Buhuși și apoi (după 1964) raionului Bacău din regiunea Bacău. În 1964, comuna a luat numele de Gârlenii de Sus, la fel ca satul ei de reședință. În 1968, comuna a revenit la județul Bacău, reînființat, și a fost rebotezată în Gârleni.

## Clădiri
În comuna Gârleni există 3 școli, una în Gârleni (fondată 1 octombrie 1908), una în Lespezi (fondată tot în 1906) și una în Racila (fondată în 1865). De asemenea, în comună există mai multe biserici ortodoxe sau catolice.

### Monumente istorice
Patru obiective din comuna Gârleni sunt incluse în lista monumentelor istorice din județul Bacău ca monumente de interes local, toate fiind clasificate ca monumente de arhitectură: dispensarul (sfârșitul secolului al XIX-lea) și școala (1908) din satul Gârleni, moara (1881) și școala (1906) din satul Lespezi.
În satul lespezi se află Monumentul Eroilor, proiectat de arhitectul M. Maica. A fost sfințit la data de 24 iunie 2001. La aceeași dată au fost sfințite și Capela Eroilor și Crucea Comemorativă din același sat.

## Personalități născute aici
- Magda Cârneci (n. 1955), poetă, critic de artă și publicistă, membră a Uniunii Scriitorilor din România;
- Carmen Maria Cârneci (n. 1957), compozitoare, dirijoare.